# Japanisch-osttimoresische Beziehungen
Die Staaten Japan und Osttimor unterhalten freundschaftliche Beziehungen. Die beiden Länder erklärten die gegenseitige Anerkennung am 20. Mai 2002, dem Unabhängigkeitstag Osttimors.

## Geschichte
Schon in der Kolonialzeit Portugiesisch-Timors gab es enge Handelsbeziehungen mit Japan. 1934 wurde eine japanische Schifffahrtslinie über Surabaya nach Palau eingerichtet, das damals unter japanischer Verwaltung stand. So wurde Japan nach Niederländisch-Indien (für den Weiterexport) und Portugal zum drittgrößten Abnehmer von osttimoresischem Kaffee. Außerdem wurden Mais, Manganerz, Kopra, Gummi, Baumwolle und Wachs nach Japan exportiert. Der Handel mit Japan wurde von der Sociedade Agrícola Pátria e Trabalho (SAPT) organisiert, von der 1940 die japanische Nanyo Kohatsu K. K. 48 % der Anteile kaufte. Die Nan’yō Kōhatsu war ein Unternehmen, das die wirtschaftlichen und politischen Interessen Japans in Südostasien und Ozeanien sichern sollte. Die SAPT war ursprünglich vom portugiesischen Gouverneur José Celestino da Silva gegründet worden, dessen Familie zu diesem Zeitpunkt noch immer zu den Besitzern gehörte. Ab 1941 war die SAPT die einzige große Plantagen- und Handelsgesellschaft in der Kolonie. Sie kontrollierte auch den Handel mit Portugal, womit sie 20 % des gesamten Handels Portugiesisch-Timors beherrschte. Zudem hatte die SAPT ein Monopol auf den Ankauf des Arabica-Kaffees, der wichtigsten und edelsten Sorte Timors. Aus Japan kamen Baumwollstoffe aus japanischer Produktion nach Timor.
Japanische Truppen besetzten von 1942 bis 1945 sowohl den niederländischen als auch den portugiesischen Teil der Insel Timor, obwohl Portugal im Zweiten Weltkrieg ein neutrales Land war. Die Folge war ein Guerillakrieg auf Timor, den alliierte Truppen gegen die Japaner führten, der als die Schlacht um Timor bekannt wurde. Auf beiden Seiten kämpften auch Timoresen mit. Portugiesen, wie Manuel Jesus Pires, unterstützten die Alliierten. Die Bevölkerung litt unter diversen Gräueltaten der japanischen Besatzungstruppen. Es kam zu Hinrichtungen (bekanntestes Beispiel: der timoresische Adlige Aleixo Corte-Real und seine Familie); die portugiesische Bevölkerung wurde interniert, Timoresen und einheimische Chinesen zur Zwangsarbeit gezwungen. Artur do Canto Resende, stellvertretender portugiesischer Administrator von Dili, wurde vermutlich denunziert und starb in einem japanischen Internierungslager auf Alor. In japanischen Soldatenbordellen wurden einheimische Chinesinnen, Timoresinnen und Frauen von den Nachbarinseln zur Prostitution gezwungen. Allein in Portugiesisch-Timor starben zwischen 40.000 und 70.000 Menschen durch Kampfhandlungen und Besatzung.

Mahnmale an die Schlacht um Timor in Osttimor
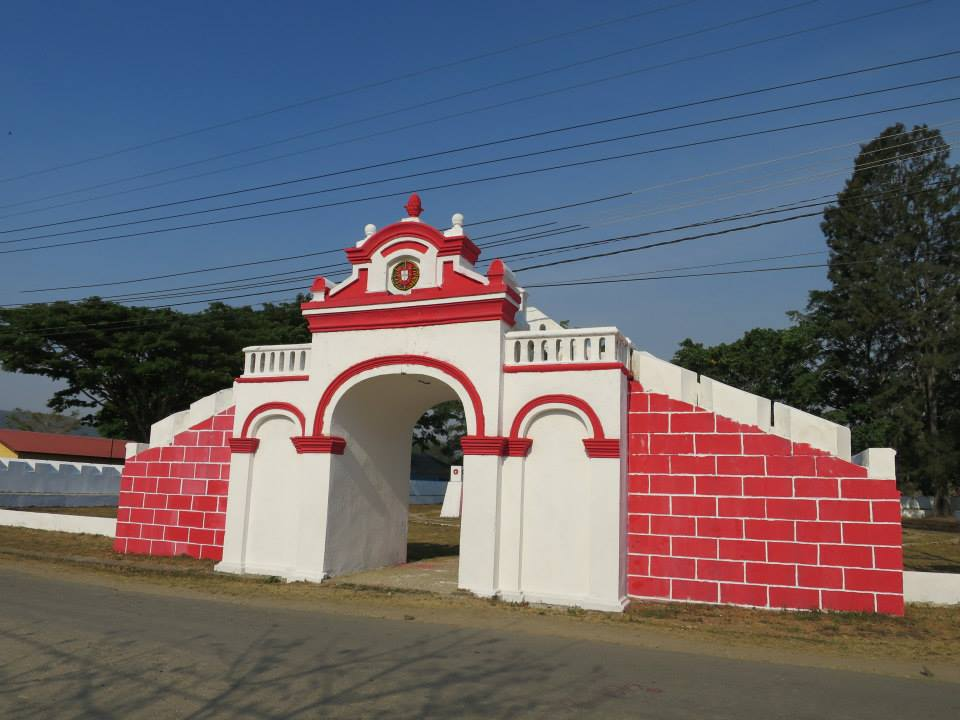
Mahnmal für die Opfer des japanischen Massakers 1942 in Aileu
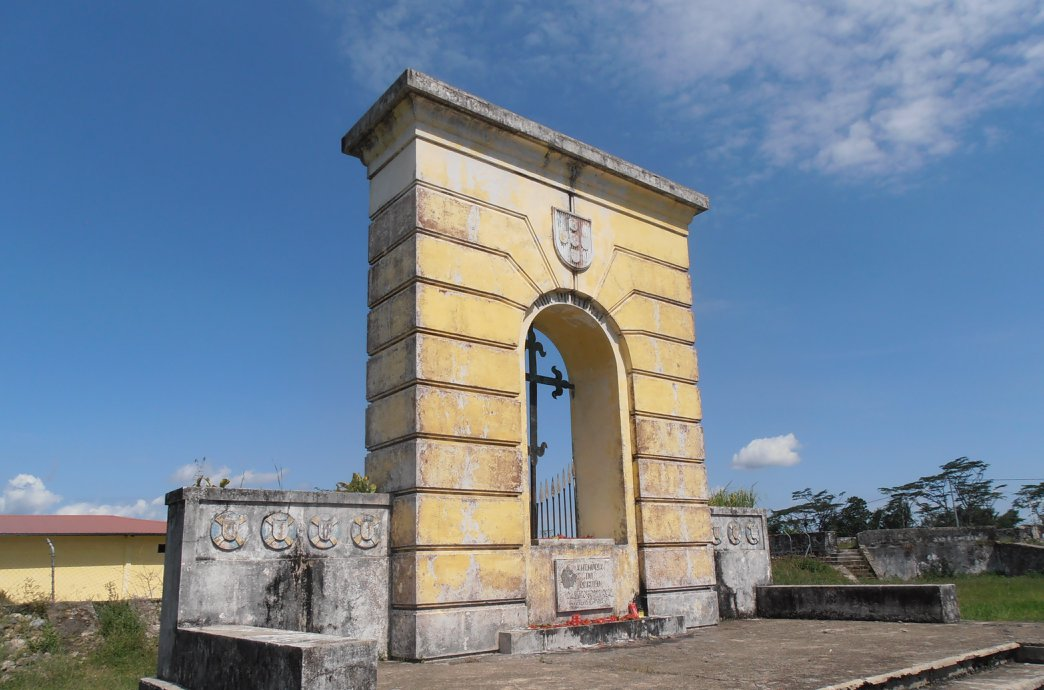
Denkmal für Aleixo Corte-Real in Ainaro
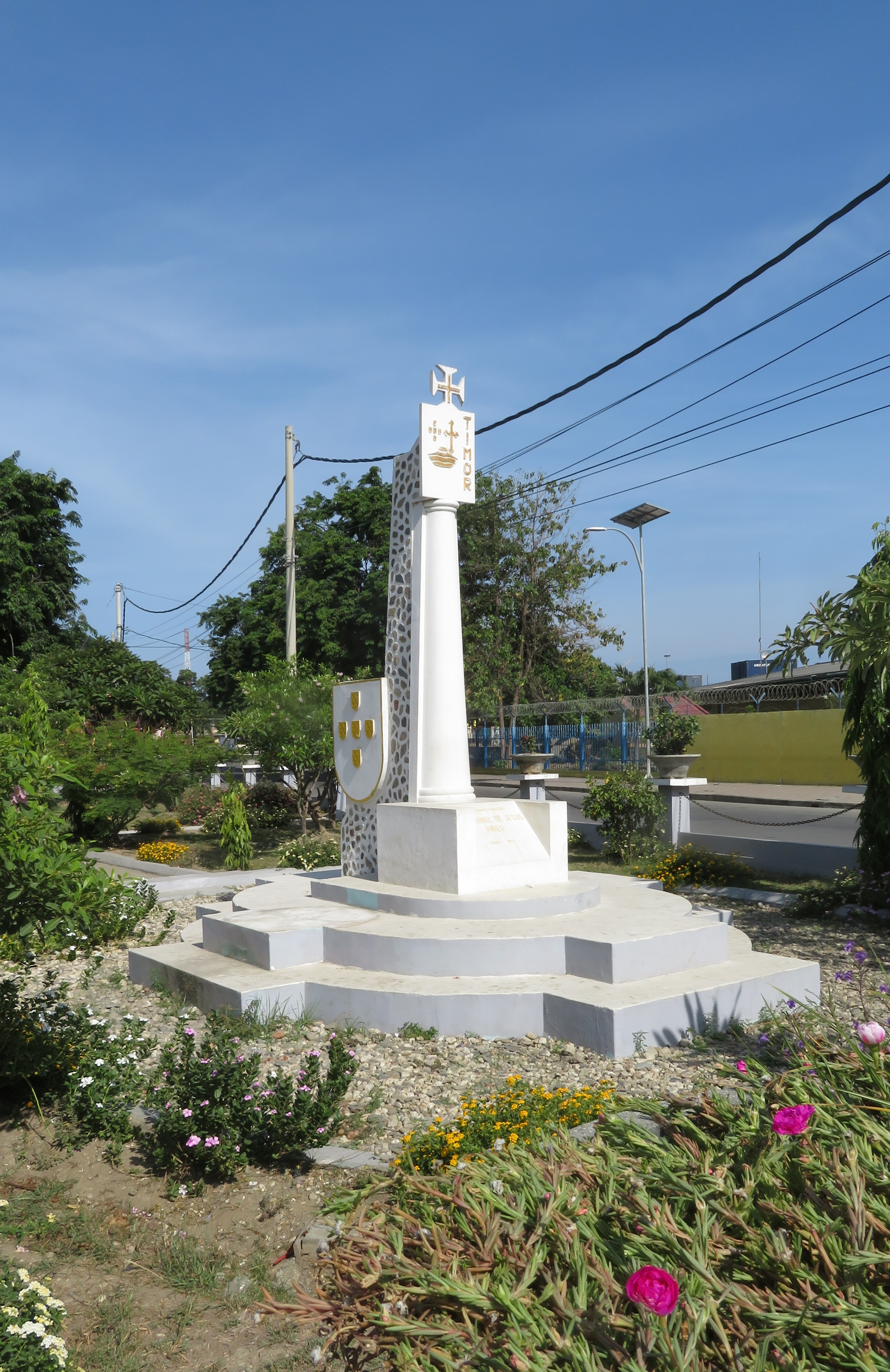
Denkmal für Manuel Jesus Pires in Dili
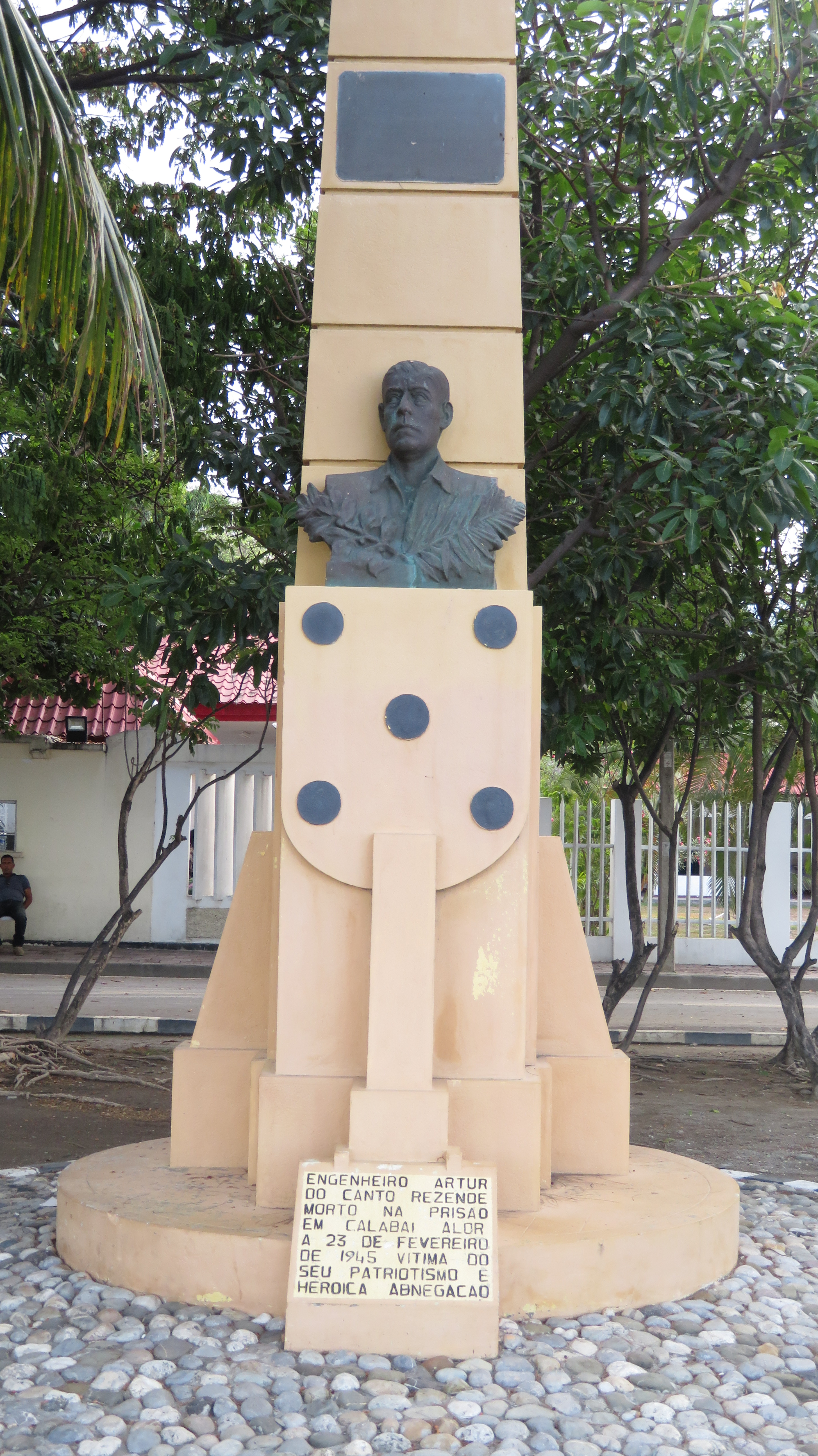
Denkmal für Artur do Canto Resende in Dili
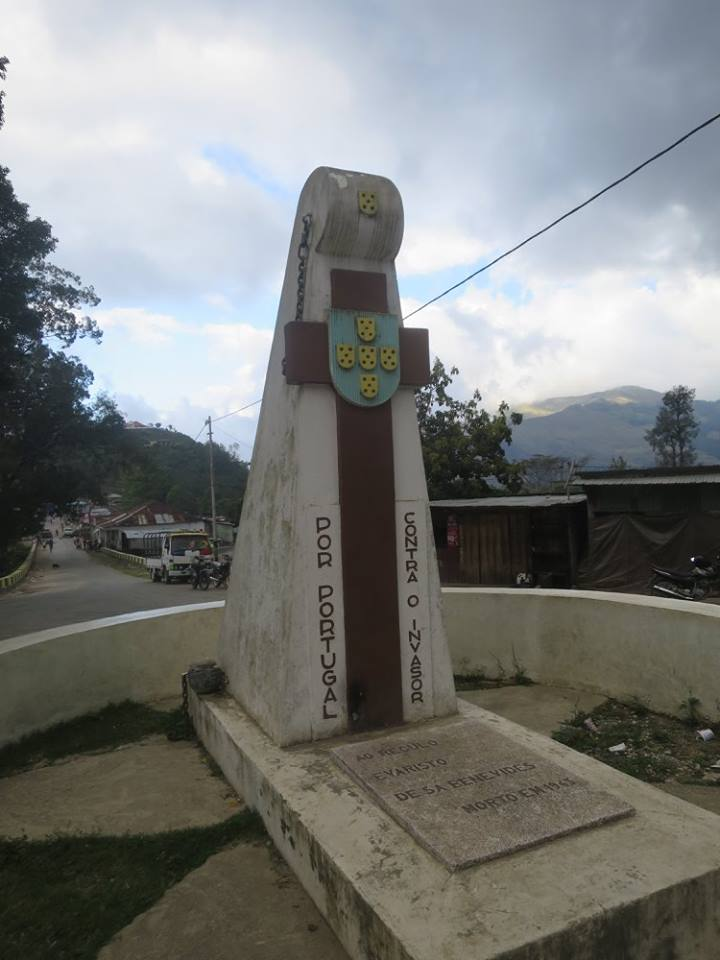
Denkmal für Evaristo de Sá Benevides in Maubisse
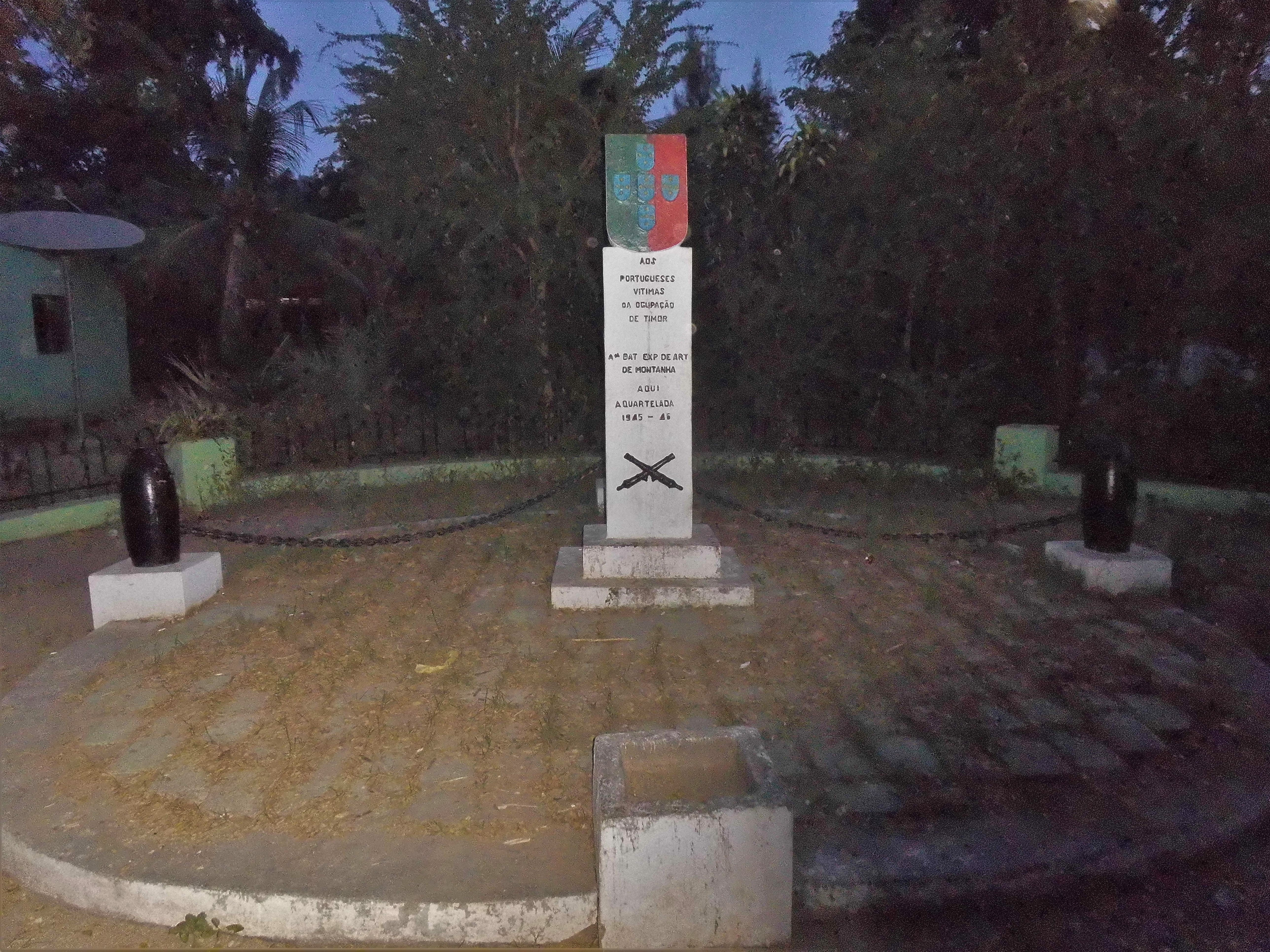
Mahnmal für die portugiesischen Opfer in Taibesi

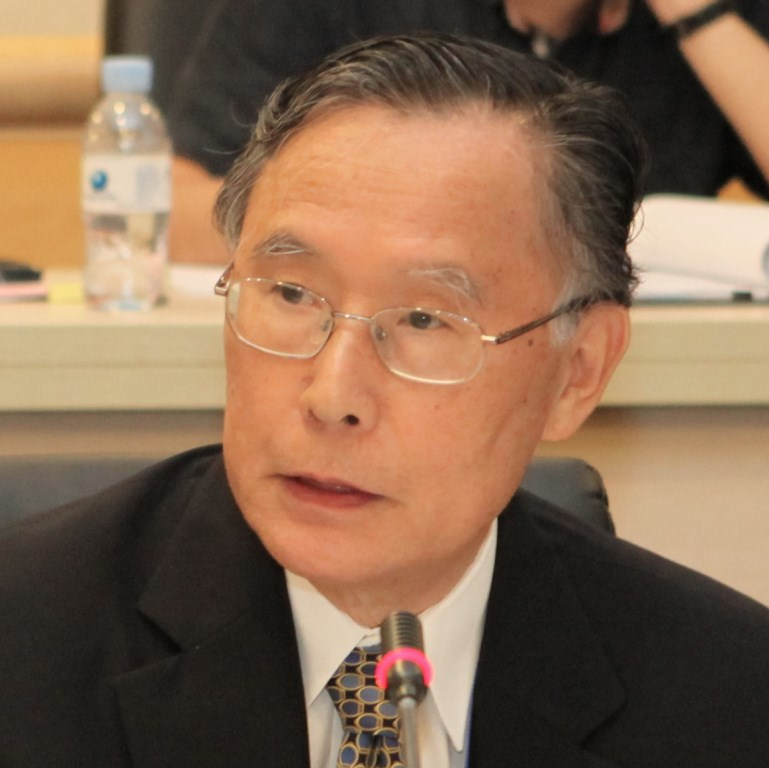
Sukehiro Hasegawa

1975 zog sich Portugal aus Osttimor zurück und das Land rief einseitig seine Unabhängigkeit aus. Kurz darauf begann Indonesien mit der offenen Invasion und erklärte 1976 die Annexion Osttimors. Pro-indonesische Staaten, zu denen auch Japan gehörte, legten in der Generalversammlung der Vereinten Nationen einen Resolutionsentwurf vor, in dem Portugal und den timoresischen Parteien die Verantwortung für die Toten bei der indonesischen Invasion und dem vorangegangenen Bürgerkrieg vorgeworfen wurde. Der Antrag wurde aber zugunsten eines Gegenantrages abgelehnt, in dem die Invasion durch Indonesien kritisiert wurde.
Am 19. November 1995 besetzten 21 osttimoresische Unabhängigkeitsaktivisten, anlässlich des APEC-Gipfels in Osaka, die japanische Botschaft in Jakarta. Die Besetzung endete friedlich. In Japan selbst bildeten sich mehrere Nichtregierungsorganisationen zur Unterstützung Osttimors.

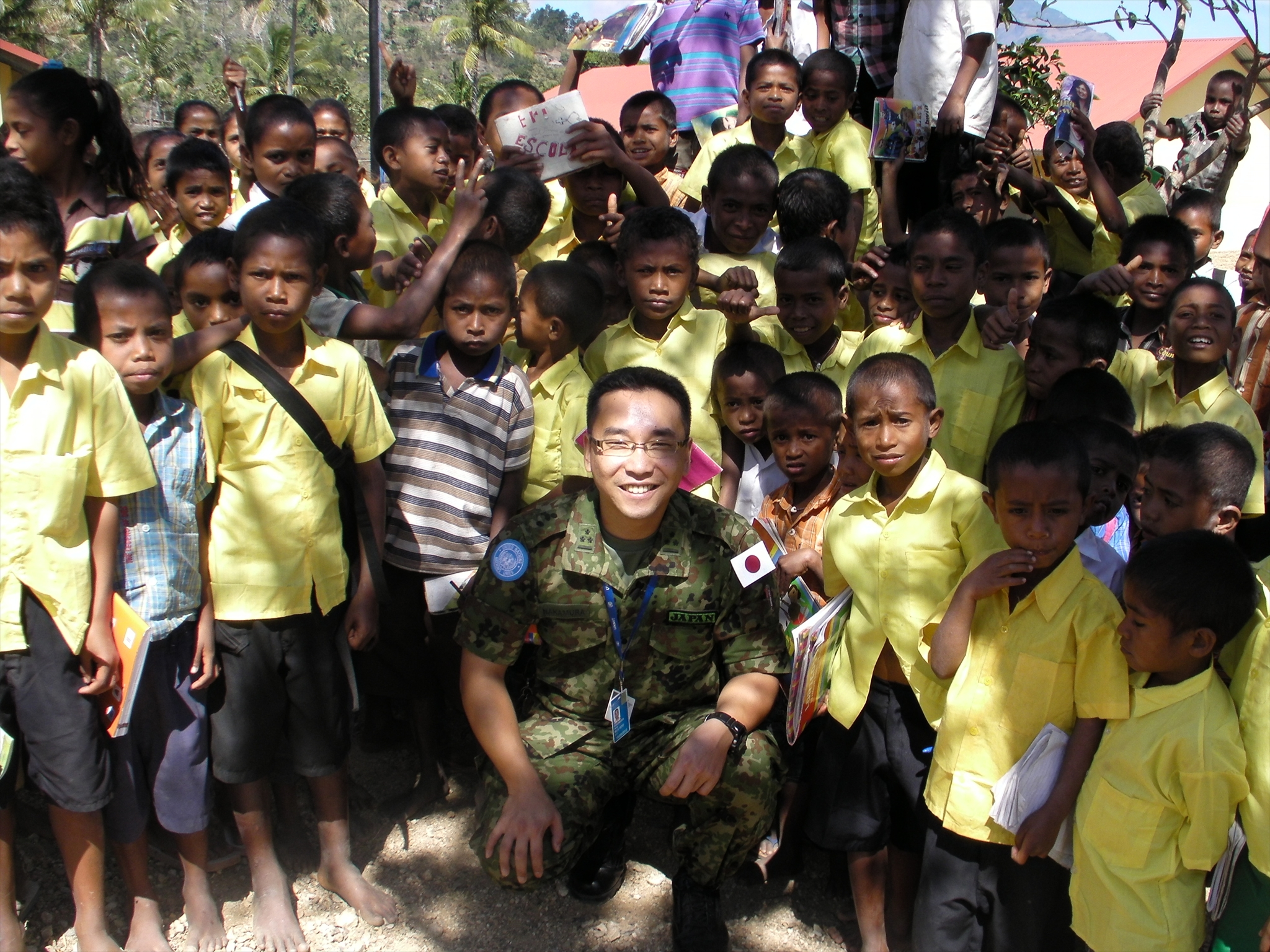
Japanischer Soldat beim
UN-Friedenseinsatz in Osttimor

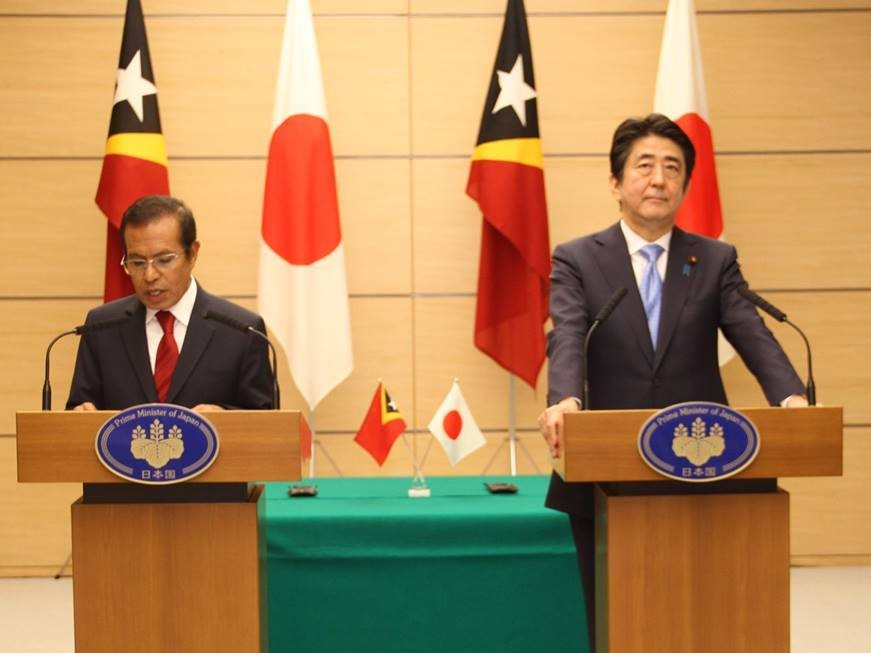
Taur Matan Ruak zu Besuch bei Shinzō Abe (2016)

Nach der Unabhängigkeit Osttimors 2002 half Japan beim Wiederaufbau des südostasiatischen Landes. Japan unterstützte Osttimor zwischen 1999 und 2007 mit 210 Millionen US-Dollar, unter anderem bei der Modernisierung der Häfen von Dili und Pante Macassar und beim Bau der ersten Schnellstraße des Landes.
Am 1. Juli 2002 wurde der Japaner Sukehiro Hasegawa von UN-Generalsekretär Kofi Annan zum stellvertretenden UN-Sonderbeauftragten für Osttimor und dortigen Repräsentanten des UNDP ernannt. Am 21. Mai 2004 wurde er zum UN-Sonderbeauftragten für Osttimor befördert und zusätzlich ab dem 21. Mai 2005 Chef des UNOTIL. Das Amt hatte er bis zum 30. September 2006 inne. In Hasegawas Amtszeit fällt das Ende des UNOTIL am 19. Mai 2006. Aufgrund der damals ausbrechenden Unruhen wurde der Einsatz der UN jedoch nicht wie geplant beendet, sondern in die UN-Mission UNMIT umgewandelt. Die UNMIT begann offiziell am 13. September 2006. Hasegawa blieb bis zum 6. Dezember im Amt. Von 2007 bis 2012 war Hasegawa Sonderberater von José Ramos-Horta, dem Präsidenten von Osttimor. Ab März 2013 war er Sonderberater von Xanana Gusmão, dem damaligen Premierminister Osttimors.
Osttimor kündigte nach dem Tōhoku-Erdbeben 2011 in Japan an, dass es 100 Helfer nach Japan zur Trümmerbeseitigung schicken wolle.
Im Oktober 2018 besuchte Osttimor mit Tarō Kōno erstmals ein Außenminister Japans. Der Gegenbesuch von Außenminister Dionísio Babo in Japan erfolgte im März 2019. 2022 nahm Außenministerin Adaljíza Magno am Staatsbegräbnis für Japans Premierminister Shinzō Abe teil. Der Besuch wurde für ein Treffen mit Außenminister Yoshimasa Hayashi genutzt.

## Diplomatie

Stempel des japanischen Konsulats in Dili (1942)

Osttimor unterhält in Tokio seit dem 12. Mai 2006 eine Botschaft.
Die japanische Botschaft in Dili wurde 2002 eröffnet. Vor dem Zweiten Weltkrieg gab es bereits ein japanisches Konsulat in Portugiesisch-Timor. Es wurde im Oktober 1941 eröffnet. Kuroki, der damalige Konsul war römisch-katholischen Glaubens und in Spanien ausgebildet worden.

## Wirtschaft

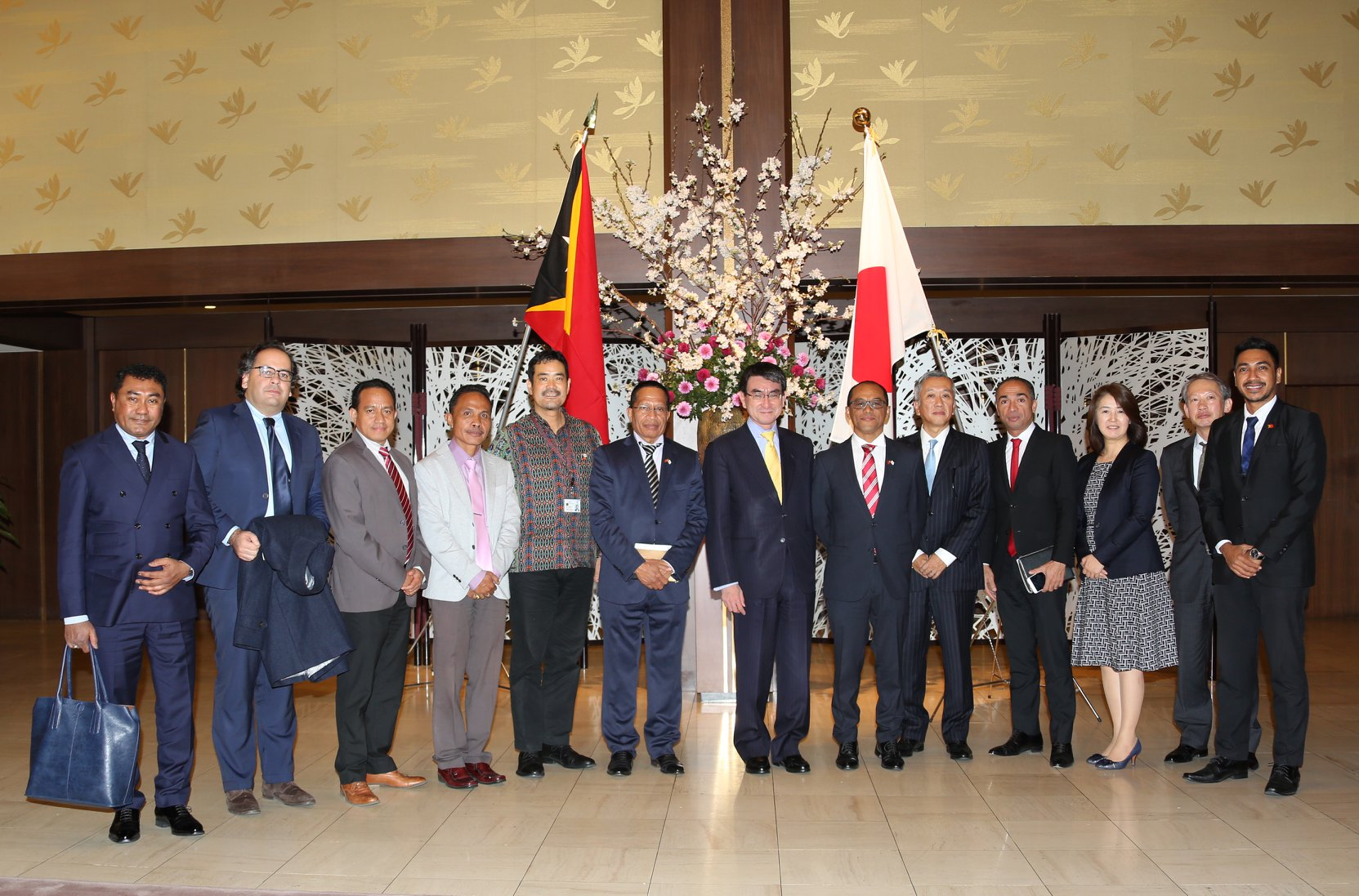
Osttimors Außenminister Dionísio Babo bei seinem Amtskollegen Tarō Kōno in Tokio

Für 2018 registrierte das Statistische Amt Osttimors Importe aus Japan im Wert von 8.811.000 US-Dollar (2016: 6.497.000 US-Dollar), womit Japan, mit einem Anteil von 1,8 %, auf Platz 11 der osttimoresischen Importeure steht. 1.819.972 US-Dollar machten alleine Fahrzeuge aus. Die Reexporte aus und nach Japan hatten eine Wert von 9.000 US-Dollar (Platz 25, 2016: 650.000 US-Dollar), die Exporte nach Japan 1.047.443 US-Dollar (2016: 839.000 US-Dollar). Dies entspricht 4,6 % der Gesamtexporte Osttimors, womit Japan auf Platz 6 der Empfänger osttimoresischer Produkte steht. Die Exportgüter nach Japan bestanden aus Kaffee (201.272 kg, 2016: 1.549.898 kg).

## Entwicklungshilfe

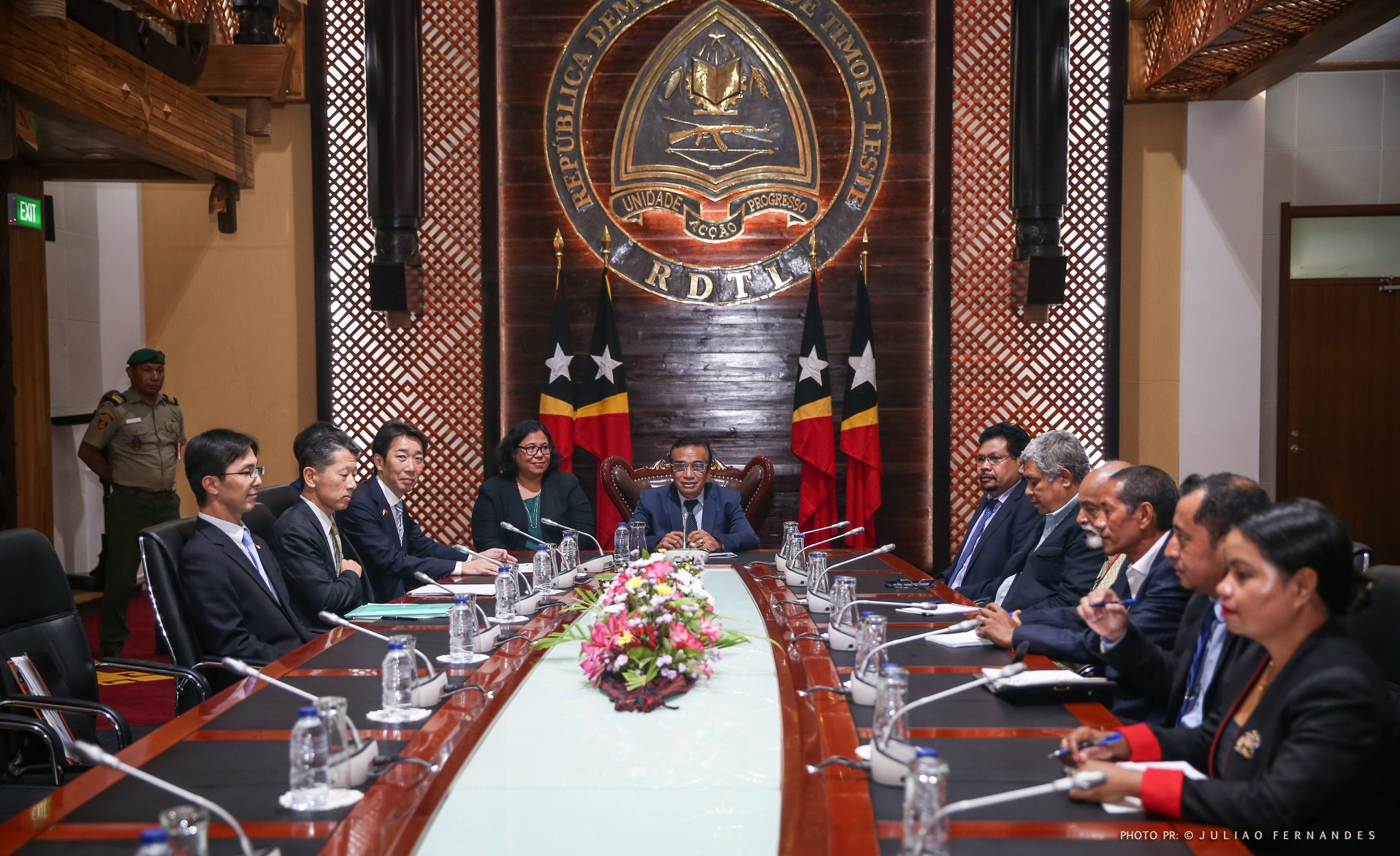
Eine Delegation unter Vize-Außenminister Nakayama Norihiro besucht Präsident Francisco Guterres (2020)

Japan leistet regelmäßig Entwicklungshilfe für Osttimor. 2018 stellte Japan 21 Millionen US-Dollar für den Neubau des Gebäudes der Fakultät für Ingenieurwesen, Wissenschaft und Technik (FEST) der Universidade Nasionál Timór Lorosa’e (UNTL) in Hera zur Verfügung.

## Trivia
Japan wird als das „Land der aufgehenden Sonne“ (japanisch Hinode) bezeichnet. Osttimors Name in der Landessprache Tetum lautet „Timor Loro Sa’e“, wörtlich übersetzt „Timor der aufgehenden Sonne“. Mit dieser Gemeinsamkeit spielt die Namensgebung der von Japan finanzierten Straßenbrücke in Dili, die Hinodebrücke.